# Kisbéri félvér
A kisbéri félvér egyike őshonos lófajtáinknak.

## Története
A 18-19. században Magyarország előkelő helyet foglalt el a Monarchián belül a lótenyésztés területén. Ez volt az az idő, amikor a katonaságnak egyre több lóra volt szüksége. Ez vezetett oda, hogy 1853-ban gróf Batthyány Kázmér elkobzott kisbéri birtokán egy 300 kancából álló ménest állítottak fel. Eredetileg angol telivéreket akartak tenyészteni, de ennyi angol telivér kanca beszerzését nem tette lehetővé a Monarchia anyagi helyzete. Ezért csak néhány angol telivért szereztek be, az állomány többi részét vegyes fajtájú, de gondosan válogatott kancákkal töltötték fel.
A magyar királyi lovarda 1858-ban épült fel Kisbéren é. sz. 47° 29′ 60″, k. h. 18° 01′ 38″47.499867°N 18.027283°E és máig Közép-Európa legnagyobb fedett lovardájának számít.

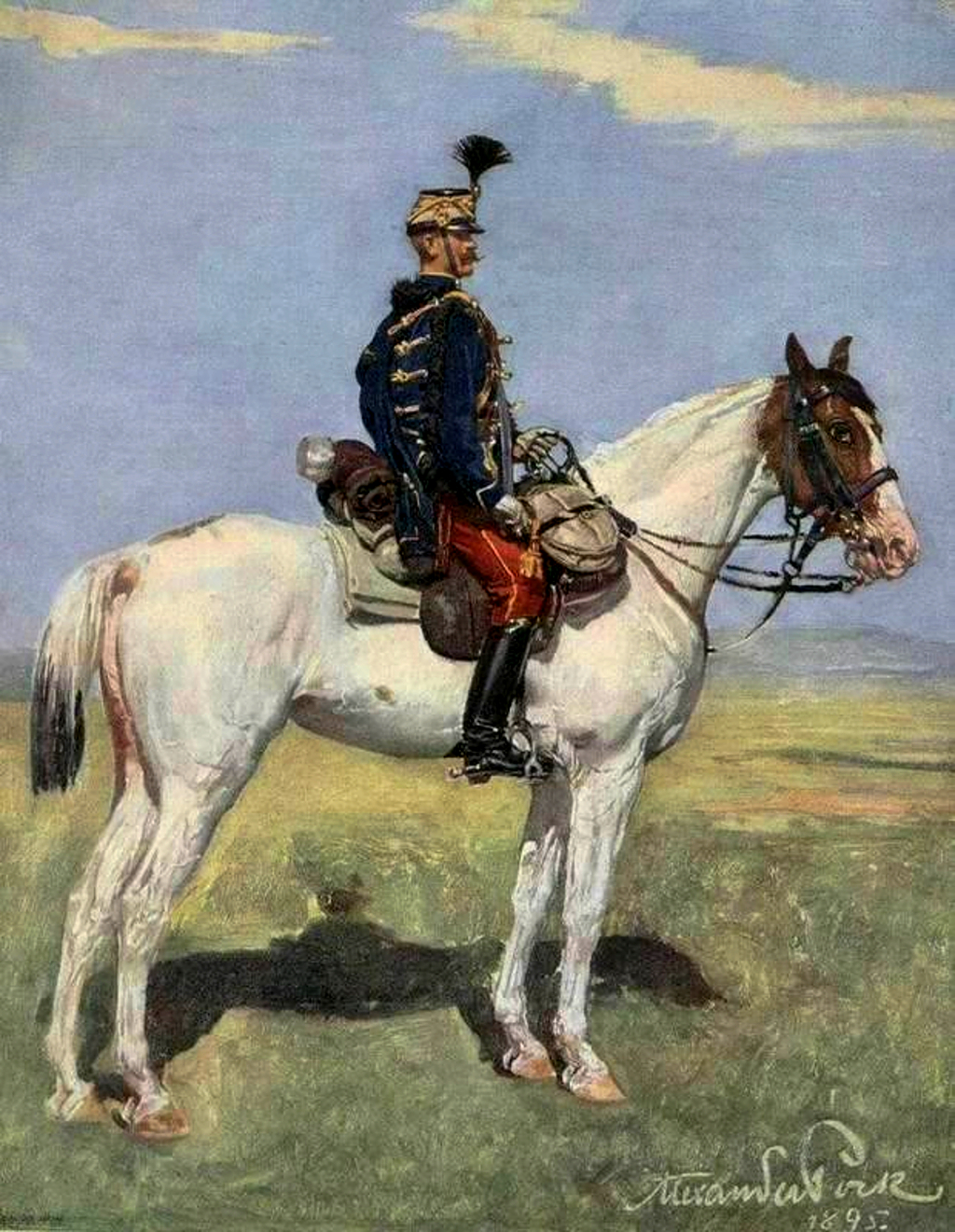
A kisbéri félvér lovak a legkiválóbb huszár lovak voltak a 19. század utolsó harmadában, és a 20. század elején

A szelekció által egyre egységesebbé váló kancaállományt az első időben angol telivér ménekkel fedeztették, s ezért típusában egészen ahhoz hasonlatossá vált. Hogy elkerüljék a telivérekre jellemző finom csontozatot, idegességet és igényességet, egy idő után mezőhegyesi félvérekkel fedeztettek, és 1904-től már egy kisbéri félvérrel, Fenék I-gyel is. Az első világháború után a tenyésztés iránya megváltozott, már a telivérek helyett csak kisbéri és mezőhegyesi félvérekkel fedeztettek, így a kisbéri félvér tömegesebb lett, de megőrizte eleganciáját, gyorsaságát. A kisbéri félvér méneket igen gyakran felhasználták a gidrán tenyésztésében is. Az 1940-es évek elején hosszas keresés után három trakehneni mén érkezett Kisbérre, kiválasztásukkor lényeges szempont volt, hogy a trakehneni fajta állt a legközelebb a kisbérihez. Széplak (Goldlack sz. 1927.) és Formás (Format sz. 1936.) értékes tenyésztési vonalakat alapított, amelyek ma is léteznek.
A második világháború megtizedelte az állományt. Többek között 78 egyedet hadizsákmányként az Amerikai Egyesült Államokba vittek, és ott elárvereztek. Fajtatiszta tenyésztésük az 1953-ban megalapított Hungarian Horse Associationnek köszönhetően mindmáig fennmaradt. A megmaradt 150 kisbéri ló a Bábolnai Állami Gazdaság tulajdonába került. Ezekkel a kancákkal és a magánménesek állományából álló sárvári ménes kancáival kezdődött a fajta regenerálása. Az 1960-as években kezdődött meggondolatlan keresztezések, amelyek egy új sportlófajta megteremtését tűzték ki célul, a kisbéri félvért veszélyeztetett helyzetbe sodorták, a régi tenyésztési vonalak nagy része eltűnt. Az 1989-ben megalakult Kisbéri-félvér Lótenyésztő Országos Egyesület a megmaradó népies és az egykori törzstenyészetekből kikerült állományból próbálja a hagyományos vonalakat megmenteni, és új vonalakat teremteni.

## Jellemzői
A kisbéri félvér lovak a lovassport valamennyi ágában eredményesen használhatók. Az angol telivérhez igen hasonló, elegáns megjelenésű, szilárd szervezetű hátasló, amely könnyebb hámos munkára is alkalmas. A kancák marmagassága bottal 163–179 cm. Leggyakoribb színe a sárga és a pej, de előfordul szürkében és feketében is. A mének marmagassága 167-181 cm. Náluk szintén a sárga és a pej szín a leggyakoribb de előfordulhat itt is szürkébe és feketébe is.

## Hasznosítása
A kisbéri félvért leginkább a military szakágban használják. Néhány egyede díjugratásban is figyelemre méltó eredményeket ért el.